# Giorgio Ronconi
Giorgio Ronconi (Albettone, 11 novembre 1901 – ...) è stato un calciatore italiano, di ruolo difensore.

## Carriera
Gioca con il Padova in Prima Categoria e in Prima Divisione due stagioni disputando in totale otto partite. Debutta il 14 novembre 1920 nella partita Hellas Verona-Padova (1-1). Gioca la sua ultima partita con i biancoscudati il 20 novembre 1921 in Padova-Inter (2-2). Dal 1922 al 1924 disputa due stagioni a Busto Arsizio con la Pro Patria.